# Jonathan Dasnières de Veigy
Jonathan Dasnières de Veigy (Nîmes, 5 januari 1987) is een voormalig Franse tennisspeler. Hij heeft geen ATP-toernooi gewonnen, wel deed hij al mee aan Grand Slams. Hij heeft één challenger in het enkelspel en één challenger in het dubbelspel op zijn naam staan.

## Palmares

### Palmares enkelspel
| Nr.                  | Datum         | Toernooi | Ondergrond | Tegenstander in finale | Score    |
| -------------------- | ------------- | -------- | ---------- | ---------------------- | -------- |
| Gewonnen challengers |               |          |            |                        |          |
| 1.                   | 30 april 2012 | Ostrava  | Gravel     | Jan Hájek              | 7-5, 6-2 |

### Palmares dubbelspel
| Nr.                  | Datum        | Toernooi | Ondergrond | Partner    | Tegenstanders in finale                | Score            |
| -------------------- | ------------ | -------- | ---------- | ---------- | -------------------------------------- | ---------------- |
| Gewonnen challengers |              |          |            |            |                                        |                  |
| 1.                   | 25 juli 2011 | Tampere  | Gravel     | David Guez | Pierre-Hugues Herbert Nicolas Renavand | 5-7, 6-4, [10-5] |

## Prestatietabellen
| Legenda | Legenda                          |
| ------- | -------------------------------- |
| g.t.    | geen toernooi gehouden           |
| l.c.    | lagere categorie                 |
| –       | niet deelgenomen                 |
| G       | uitgeschakeld in de groepsfase   |
| 1R      | uitgeschakeld in de eerste ronde |
| 2R      | uitgeschakeld in de tweede ronde |
| 3R      | uitgeschakeld in de derde ronde  |
| 4R      | uitgeschakeld in de vierde ronde |
| KF      | uitgeschakeld in de kwartfinale  |
| HF      | uitgeschakeld in de halve finale |
| F       | de finale verloren               |
| W       | het toernooi gewonnen            |
| w-v     | winst/verlies-balans             |

### Prestatietabel (Grand Slam) enkelspel
| Grandslamtoernooien   |      |     |        |
| Australian Open       | –    | –   | 0-0    |
| Roland Garros         | –    | 1R  | 0-1    |
| Wimbledon             | –    | –   | 0-0    |
| US Open               | 1R   | –   | 0-1    |
| Winst-verlies         | 0–1  | 0–1 | 0-2    |
| ATP World Tour Finals |      |     |        |
| ATP World Tour Finals | –    | –   | 0-0    |
| Olympische Spelen     |      |     |        |
| Olympische Spelen     | g.t. | –   | 0-0    |
| Statistieken          |      |     |        |
| Totaal aantal titels  | 0    | 0   | 0      |
| Totaal winst-verlies  | 1-3  | 0-1 | 1-5    |
| Eindejaarsranking     | 229  | 155 | n.v.t. |

### Prestatietabel (Grand Slam) dubbelspel
| Grandslamtoernooien   |     |      |        |
| Australian Open       | –   | –    | 0-0    |
| Roland Garros         | 1R  | 3R   | 2-2    |
| Wimbledon             | –   | –    | 0-0    |
| US Open               | –   | –    | 0-0    |
| Winst-verlies         | 0–1 | 2–1  | 2-2    |
| ATP World Tour Finals |     |      |        |
| ATP World Tour Finals | –   | –    | 0-0    |
| Olympische Spelen     |     |      |        |
| Olympische Spelen     | –   | g.t. | 0-0    |
| Statistieken          |     |      |        |
| Totaal aantal titels  | 0   | 0    | 0      |
| Eindejaarsranking     | -   |      | n.v.t. |